# جزيرة بيت (كندا)
جزيرة بيت هي جزيرة تقع على الساحل الشمالي لمقاطعة كولومبيا البريطانية في كندا. تقع جزيرة بيت بين جزيرة بانكس، عبر قناة غرينفيل (جزء من الممر الداخلي) من البر الرئيسي، ويفصلها عن جزيرة بانكس قناة برينسيبي. تبلغ مساحة الجزيرة 1368 كيلومتر مربع (528 ميل مربع)، ويبلغ طولها 90 كيلومتر (56 ميل)، ويتراوح عرضها من 8 إلى 23 كيلومتر (5.0 إلى 14.3 ميل). أعلى نقطة فيها هي 962 متر (3156 قدم). جزيرة بيت هي الجزيرة الوحيدة في كولومبيا البريطانية المعروفة بتواجد الموظ.

## المناطق محمية
- متنزه يونيون باساج مارين الإقليمي.[4]
- محمية مونكتون نيي لوتيكسم.[5]
- محمية باآت.[6]